# Sade (film)
Sade - Segui l'istinto è un film del 2000 diretto da Benoît Jacquot. Il film si basa sul libro La terreur dans le boudoir di Serge Bramly.

## Trama
1794, prigione di Saint Lazare. Il marchese de Sade viene trasferito nella più confortevole clinica di Picpus. Nel viaggio in carrozza che lo condurrà al ricovero, popolato da aristocratici pazzi e proscritti, il libertino incontra l'ingenua ma curiosa Émilie. Mentre le teste cadono nella fossa dell'orrore, nei giardini di Picpus, Sade mette in scena l'ateismo contrapposto alla celebrazione dell'Ente Supremo di Roberspierre. Il Marchese consuma la vista sulle sue memorie e sul viso angelico di Émilie. Ed è la Storia a decidere per gli uomini, è la condizione "eccezionale" dell'incontro tra il marchese ed Émilie a consegnare alcuni alla memoria ed altri alla morte. Émilie e Sade diventano il tableau vivant di un attimo storico che da Rivoluzione si fa Terrore e ancora vita. 
Alla fine Sade viene condannato a morte dal Tribunale rivoluzionario, ma Fournier, innamorato dell'amante di Sade madame Quesnet, fa rinviare l'esecuzione per permettergli di fuggire; poco dopo la condanna è annullata in seguito alla caduta di Robespierre, e Sade è libero.